# Atlantis: Det försvunna riket
Atlantis: Det försvunna riket är ett datorspel av Cryo Interactive, utvecklat och släppt år 1997.

## Handling
Atlantis: Det försvunna riket utspelar sig på ön Atlantis för många tusen år sedan, långt innan några andra riken började moderniseras. Atlantiderna ser på mångudinnan, Ammu, som det högsta stående i världen och hennes gemål, Sa'at, solguden, som den näst högst stående guden. Även på Atlantis är det så. Drottningen, Rhea, står högst, medan hennes gemål Creon, som har börjat dyrka Sa'at som den högsta guden,  har planer på att göra sig själv till kung över Atlantis. Men hans planer hindras av den unge Seth, som ankommer till Atlantis för att tjäna i drottningens livgarde, hennes följeslagare. Kort efter ankomsten kidnappas drottningen och det faller åt Seth att finna henne.

## Om spelet
Atlantis: Det försvunna riket är ett första personperspektiv som dels utspelas att gå omkring, lösa pussel, ta sig igenom passager och prata med människor.

## Övrigt
Mycket skrift som syns omkring är tengwar, men har ingen särskild mening.

## Svenska röster (i urval)
- Seth - Bengt Dalqvist
- Creon och Meljanz - Johan Hedenberg
- Lascoyt - Steve Kratz
- Agatha - Louise Raeder
- Actyon och Hona Ly - Jan Nygren
- Anna - Annelie Berg
- Hector - Andreas Nilsson
- Servage och Jomar - Fredrik Dolk
- Gammal kvinna - Irene Lindh
- Gimbas och Råttfångaren - Hans Wahlgren